# Wang Wu (peintre)
Wang Wu ou Wang Wou, surnom: Qinzhong, nom de pinceau: Wangan est un peintre chinois du XVIIe siècle, originaire de Suzhou (ville de la province du Jiangsu à l'est de la Chine). Il est né en 1632 et meurt relativement jeune en 1690.

## Biographie
Wang Wu est un peintre de paysages, de fleurs d'oiseaux et d'insectes. Connaisseur et collectionneur, il est très apprécié par Wang Shimin.

## Les peintres non affiliés du début des Qing
Un grand nombre d'artistes du début des Qing n'appartiennent pas à une école de peinture spécifique. Wang Wu, spécialisé spécialement dans la peinture d'oiseaux-et-fleurs, est un artiste du même calibre que Yun Shouping. Des œuvres telles que Fleurs, bambous et oiseaux au repos, sont célèbres pour leur style pur et élégant et pour leur impression de vie.

## Musées
- Beijing (Musée du palais impérial) :
  - Fleurs, bambous et oiseaux au repos, rouleau mural, encre et couleur sur papier, 1657. 79,8x40,7 centimètres.
- Londres (Brittish Mus.) :
  - Deux faisans et deux oiseaux blancs près d'un arbre en fleur, daté 1662, signé.
- Shanghai :
  - Album de huit feuilles d'études de fleurs, d'oiseaux et de papillons, couleurs sur papier.
- Taipei (Nat. Palace Mus.) :
  - En contemplant les chrysanthèmes dans le pavillon rupestre, daté 1667, signé, colophon.
  - Narcisses et plante Tianzhu, daté 1683, signé.
  -  Fleurs et oiseaux, daté 1685, signé, poème.